# Snow Hill (Maryland)
Snow Hill es un pueblo ubicado en el condado de Worcester en el estado estadounidense de Maryland. En el Censo de 2010 tenía una población de 2.103 habitantes y una densidad poblacional de 260,25 personas por km².

## Geografía
Snow Hill se encuentra ubicado en las coordenadas 38°9′57″N 75°23′47″O / 38.16583, -75.39639. Según la Oficina del Censo de los Estados Unidos, Snow Hill tiene una superficie total de 8.08 km², de la cual 7.79 km² corresponden a tierra firme y (3.56%) 0.29 km² es agua.

## Demografía
Según el censo de 2010, había 2.103 personas residiendo en Snow Hill. La densidad de población era de 260,25 hab./km². De los 2.103 habitantes, Snow Hill estaba compuesto por el 56.97% blancos, el 38.99% eran afroamericanos, el 0.24% eran amerindios, el 1.33% eran asiáticos, el 0% eran isleños del Pacífico, el 0.29% eran de otras razas y el 2.19% pertenecían a dos o más razas. Del total de la población el 1.62% eran hispanos o latinos de cualquier raza.